# منتخب ماليزيا للكريكت للسيدات
منتخب ماليزيا للكريكت للسيدات هو ممثل ماليزيا الرسمي في المنافسات الدولية في الكريكت للسيدات .